# Buckenhof
Buckenhof er en kommune i Landkreis Erlangen-Höchstadt i Regierungsbezirk Mittelfranken i den tyske delstat Bayern. Den er en del af Verwaltungsgemeinschaft Uttenreuth.

## Geografi
Nabokommuner er (med uret fra nord):

Spardorf, Uttenreuth, Erlangen
Buckenhof ligger øst for Erlangen og nord for Sebalder Reichswald (del af Nürnberger Reichswald). Kommunen er oplandskommune til Erlangen, og en del af Metropolregion Nürnberg, en af 11 metropolregioner i Tyskland. Kommunen ligger i dalen til floden Schwabach.